# 梅利利亚议会
梅利利亚议会（西班牙語：Asamblea de Melilla）是西班牙梅利利亚自治市的立法机关，成立于1995年3月13日。议会实行一院制。议会有25名议员，由直接选举产生。每届议会任期4年。现任议会主席是Eduardo de Castro，第一副主席是Dunia Almansouri，第二副主席是Daniel Conesa。